# Gung
Gung (hangeul: 궁, hanja: 宫, lett. Palazzo; titolo internazionale Princess Hours, nota anche come The Imperial Household) è una serie televisiva sudcoreana trasmessa nel 2006 su MBC e basata sul manhwa Gung - Palace Love Story di Park Soo-hee.

## Trama
In un universo alternativo, la Corea del XXI secolo è tornata ad essere una monarchia nel 1945.
Il re Lee Hyeon è seriamente malato e le sue condizioni di salute non fanno sperare in una guarigione. La famiglia reale, pertanto, si mette alla ricerca di una consorte per il principe ereditario, Lee Shin, nel caso questi dovesse salire al trono. Nonostante egli sia innamorato dell'ambiziosa ballerina Hyo-rin, che tuttavia l'ha rifiutato, Shin sposa una ragazza borghese a cui suo nonno l'aveva promesso: la testarda ed esuberante Shin Chae-kyeong. Intanto, a palazzo ritornano il cugino del principe, Lee Yul, e sua madre Hwa-young, un tempo principessa ereditaria: suo marito era, infatti, il defunto Lee Soo, fratello maggiore del re Lee Hyeon. Hwa-young ha intenzione di mettere sul trono suo figlio, ritenendolo l'erede legittimo, e inizia a complottare per riuscire nel suo proposito. Mentre Chae-kyeong si innamora velocemente del marito, Shin continua a incontrare Hyo-rin, che non ha intenzione di lasciarlo andare, ed è solo quando si accorge dell'interesse di Yul per Chae-kyeong che si rende conto di essersi innamorato di lei.

## Personaggi

### Personaggi principali
- Shin Chae-kyeong, interpretata da Yoon Eun-hye
Chae-kyeong è una liceale creativa ed espansiva. Anche se spesso sembra immatura e irritante, ha un cuore gentile, onesto e ingenuo, e si affeziona velocemente alle persone. Il suo sogno è diventare una stilista. Accetta di sposare Shin per risolvere i problemi economici della sua famiglia.
- Principe ereditario Lee Shin, interpretato da Joo Ji-hoon
Visto da tutti come una persona indifferente, fredda e insensibile, pur con un forte senso di responsabilità, Shin ha dovuto reprimere il suo desiderio di libertà e i suoi sogni quando è diventato l'erede al trono. Dopo essere stato rifiutato dalla sua ragazza Hyo-rin, decide di procedere con il matrimonio combinato con Chae-kyeong, in cambio di una maggiore libertà dalle guardie del corpo. È il presidente di un club di equitazione di cui fanno parte lui, Hyo-rin e i suoi amici. Studia cinema nello stesso liceo di Chae-kyeong.
- Principe Lee Yul, interpretato da Kim Jeong-hoon
Il principe Yul ha lasciato la Corea all'età di cinque anni. Avrebbe dovuto essere l'erede di suo padre, Lee Soo, ma questi morì in un incidente stradale. Yul e sua madre, Hwa-young, furono obbligati a emigrare in Inghilterra, dove il ragazzo è diventato il migliore amico di William, duca di Cambridge. Yul è convinto che la monarchia vada riformata, e che Chae-kyeong dovrebbe diventare sua moglie, poiché era promessa non direttamente a Shin, ma al principe ereditario, che al tempo dell'accordo era Yul.
- Min Hyo-rin, interpretata da Song Ji-hyo
Hyo-rin è una talentuosa ballerina classica. Bella, intelligente e realizzata, è però povera, e le sue lezioni di ballo sono state pagate dal principe Shin, di cui all'inizio è la ragazza, e dalla sua insegnante. Quando Shin le chiede di sposarlo, Hyo-rin rifiuta per non rinunciare al suo sogno di diventare una ballerina famosa. In seguito, si pente della sua decisione e cerca di riconquistarlo. Appartiene al club di equitazione insieme a Shin e ai suoi amici.
- Seo Hwa-young, interpretata da Shim Hye-jin
La madre di Yul. Convinta che suo figlio debba regnare sulla Corea, pianifica vari stratagemmi atti a screditare Shin, facendo pubblicare foto di lui e Hyo-rin e diffondendo pettegolezzi.

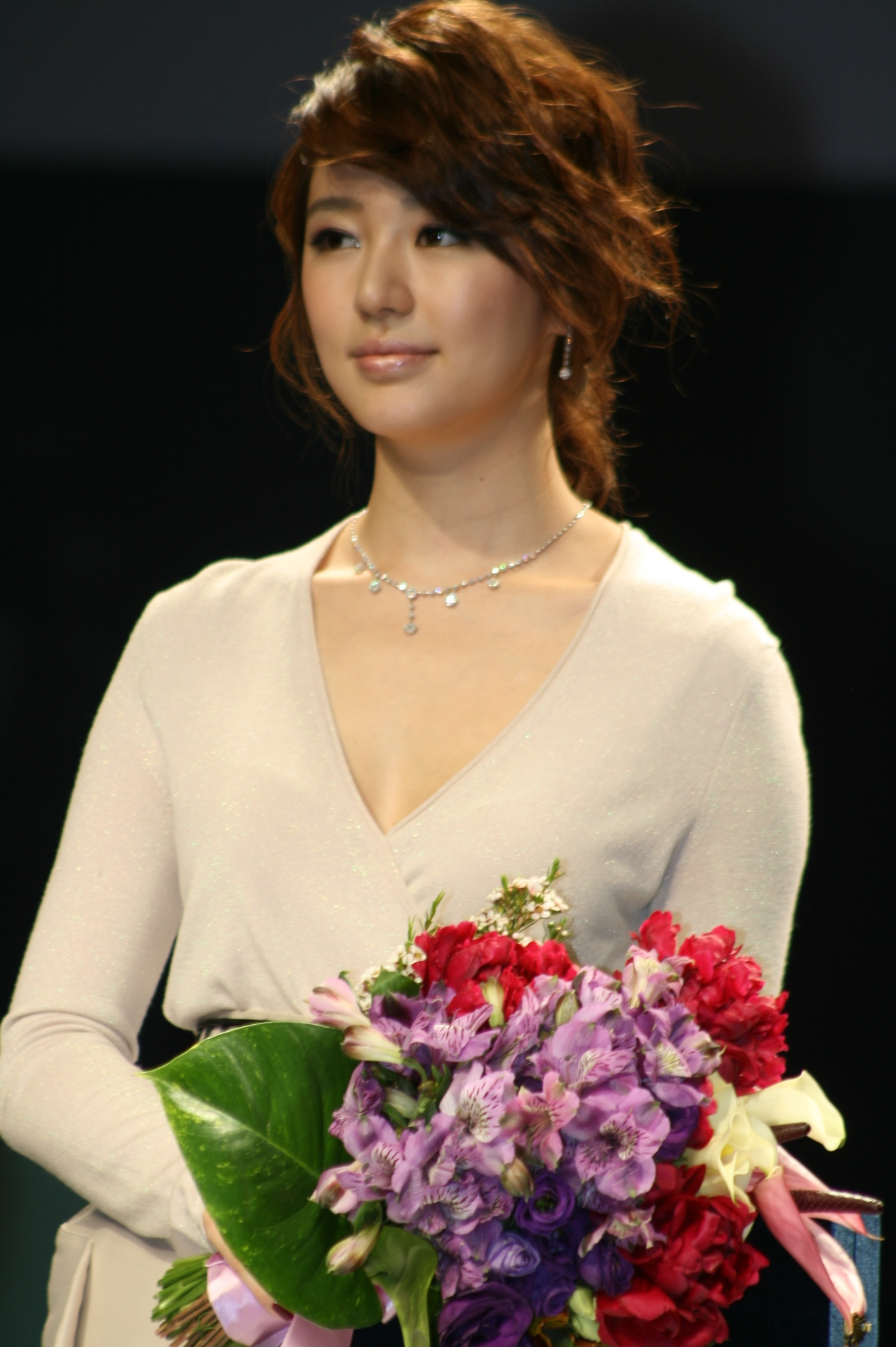
Yoon Eun-hye interpreta Shin Chae-kyeong.
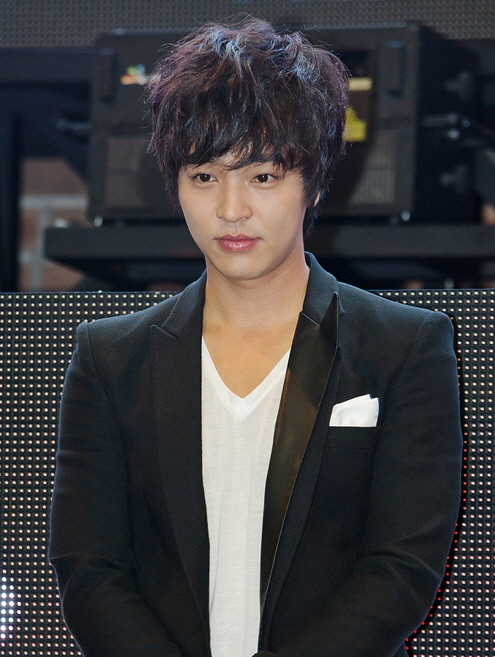
Kim Jeong-hoon interpreta Lee Yul.
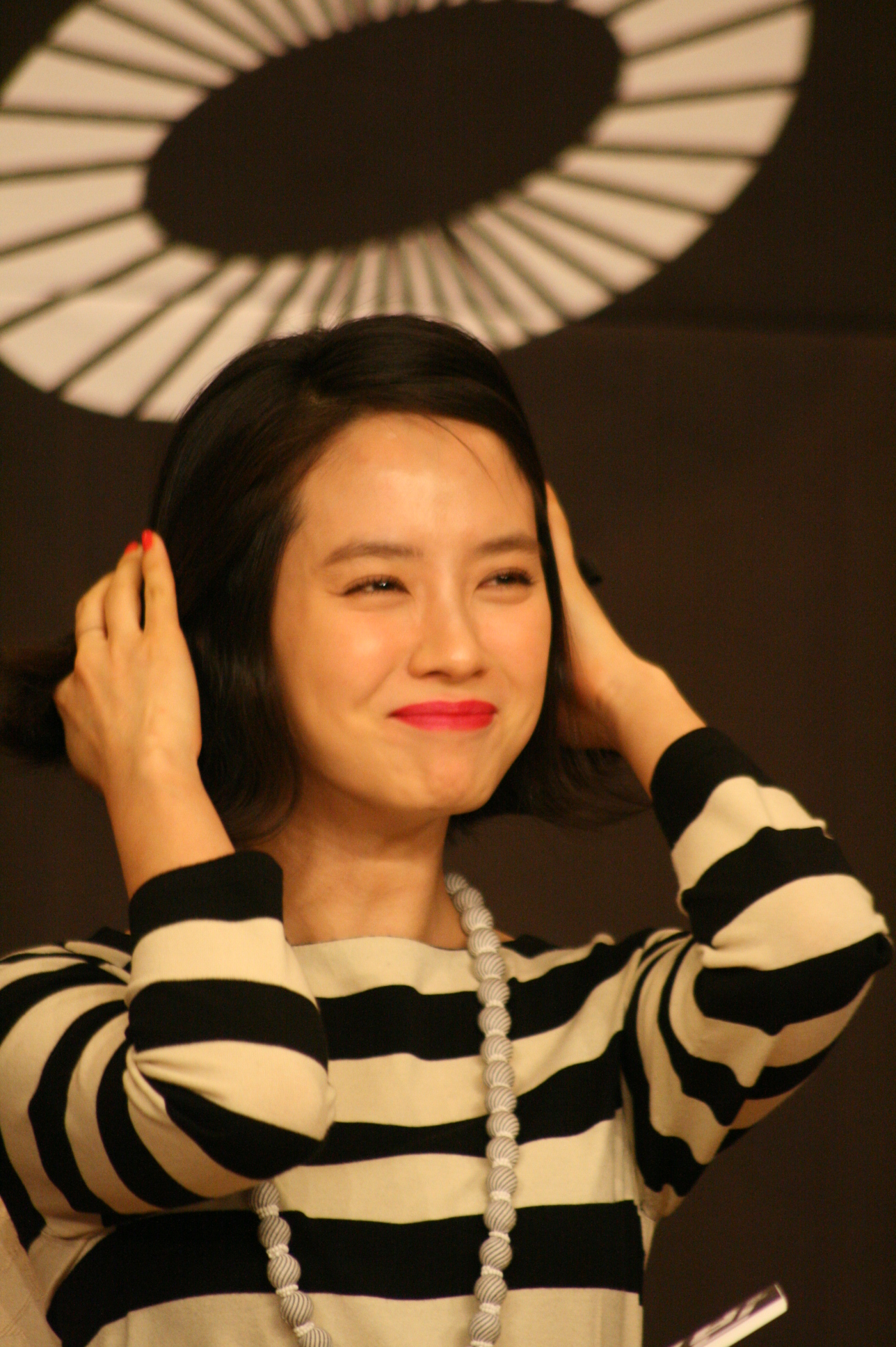
Song Ji-hyo interpreta Min Hyo-rin.

### Personaggi secondari
- Regina madre Tae Hoo, interpretata da Kim Hye-ja
Nonna di Yul e Shin, moglie del defunto re Seong-jo. Si affeziona velocemente a Chae-kyeong, sostenendo che abbia portato l'allegria in famiglia.
- Re Lee Hyeon, interpretato da Park Chan-hwan
Padre di Shin, si aspetta molto da lui. È ancora innamorato di Hwa-young, con cui ha avuto una relazione in passato.
- Regina consorte Wang Hoo, interpretata da Yoon Yoo-sun
Madre di Shin, non vede molto di buon occhio Chae-kyeong, ritenendola inadatta e infantile per il ruolo di principessa ereditaria. Seria e posata, è attenta alle regole e alle tradizioni. Conscia di non essere mai stata amata dal marito, sogna di poter almeno vedere Shin sul trono.
- Principessa Hye-myung, interpretata da Lee Yoon-ji
Sorella maggiore di Shin, studia all'estero e ama viaggiare.
- Padre di Chae-kyeong, interpretato da Kang Nam-gil
Padre di Chae-kyeong, è diventato un casalingo dopo aver mandato in bancarotta la famiglia.
- Lee Soon-ae, interpretata da Im Ye-jin
Madre di Chae-kyeong, è un'assicuratrice. Si è fatta carico della famiglia dopo il licenziamento del marito e la bancarotta familiare. È una donna apparentemente fredda, ma in realtà è affettuosa e dolce.
- Shin Chae-joon, interpretato da Kim Seok
Fratello minore di Chae-kyeong, ama vantarsi di essere imparentato con la famiglia reale. Chiama la sorella "maiale".
- Principe ereditario Lee Soo, interpretato da Kim Sang-joong
Defunto padre di Yul.
- Re Seong-jo, interpretato da Choi Bool-am
Defunto nonno di Shin e Yul, padre di Lee Soo e Lee Hyeon.
- Lee Kang-hyun, interpretata da Jeon Ji-ae
Una delle amiche di Chae-kyeong, è una ragazza molto seria, pertanto è quella a cui chiede consiglio più frequentemente.
- Kang-in, interpretato da Choi Sung-joon
Uno degli amici di Shin, è il confidente di Hyo-rin, della quale è innamorato.
- Choi Sang-gong, interpretata da Jeon Su-yeon
L'educatrice di Chae-kyeong a corte. Proveniente da una famiglia povera, i suoi studi vennero finanziati dalla Regina Madre, così, per gratitudine, da adulta entrò a servizio a palazzo.

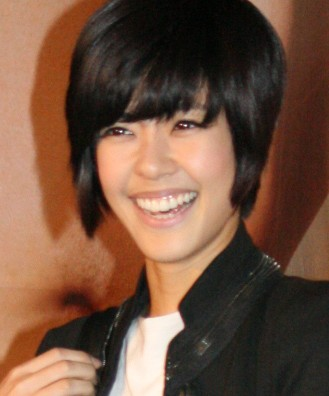
Lee Yoon-ji interpreta la principessa Hye-myung.
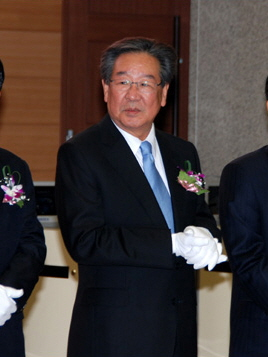
Choi Bool-am interpreta il re Seong-jo.

## Colonna sonora
1. Perhaps Love (사랑인가요, Sarang ingayo) – HowL & J.
2. Give Me a Little Try – Seo Hyun-jin
3. Du gaji mal (두 가지 말) – Jung Jae-wook & The One
4. Nanneol saranghae neoman saranghae II (난널사랑해너만사랑해Ⅱ) – Shim Tae-yoon
5. You & I Are Fools (versione acustica) (당신은...나는 바보입니다 , Dangsineun... naneun baboibnida) – Stay
6. Perhaps Love (Gazaebal remix) (사랑인가요, Sarang ingayo) – HowL & J.
7. 1993 Kwang hwa 49 nyuh (1993 광화 49년)
8. Gung (宮)
9. Bokjang boolryang! (복장 불량!)
10. Woojoo Jungbok #1 (우주 정복 #1)
11. Crystal Flower
12. A Dancing Teddy
13. Naegah suntaekhan giriya! (내가 선택한 길이야!)
14. Dahji mothan maeum (닿지 못한 마음)
15. Kohtipi naerinda (꽃잎이 내린다)
16. Woojoo Jungbok #2 (우주 정복 #2)

Bonus. Parrot (앵무새, Aeng moo sae) – HowL

## Riconoscimenti
| Anno                             | Premio                    | Categoria                               | Ricevente       | Risultato   |
| -------------------------------- | ------------------------- | --------------------------------------- | --------------- | ----------- |
| 2006                             |                           |                                         |                 |             |
| Seoul International Drama Awards | Best Art Director         | Min Uhn-ok                              | Vincitore/trice |             |
| MBC Drama Awards                 | Best New Actress          | Yoon Eun-hye                            | Vincitore/trice |             |
| MBC Drama Awards                 | Best New Actor            | Joo Ji-hoon                             | Vincitore/trice |             |
| 42nd Baeksang Arts Awards        | Best New Actress          | Yoon Eun-hye                            | Candidato/a     |             |
| 2007                             | 43rd Baeksang Arts Awards | Best New Actress in a Television Series | Song Ji-hyo     | Candidato/a |

## Remake e spin-off
Nel 2006 venne realizzato un remake indonesiano, Benci bilang cinta, con Andriani Marshanda e Baim Wong.
Nel 2007 fu realizzato lo spin-off Gung S, che racconta la storia di un giovane impiegato presso un ristorante cinese che scopre, improvvisamente, di essere un membro della famiglia reale e si ritrova catapultato nella vita di palazzo. Lo spin-off non ha alcuna relazione con Gung e presenta un cast e una trama differenti.
Successivamente, la serie fu adattata in un musical intitolato Gung: Musical, a cui collaborò la sceneggiatrice del drama, In Eun-ah. Lo spettacolo debuttò al Yong Theater del Museo nazionale della Corea nel settembre 2010, con U-Know Yunho dei TVXQ nel ruolo del principe Lee Shin. Kim Kyu-jong dei SS501 interpretò Shin durante la tappa del musical al Minami-za di Kyoto a giugno-luglio 2011, e Kangin dei Super Junior si alternò a Sungmo dei Supernova nello stesso ruolo al Gotanda U-Port Hall di Tokyo a settembre 2012.